# Condado de Greene (Virginia)
El condado de Greene (en inglés: Greene County), fundado en 1838, es uno de 95 condados del estado estadounidense de Virginia. En el año 2000, el condado tenía una población de 15,244 habitantes y una densidad poblacional de 38 personas por km². La sede del condado es Stanardsville.

## Geografía
Según la Oficina del Censo, el condado tiene un área total de 407 km² (157,1 mi²), de la cual 406 km² (156,8 mi²) es tierra y 1 km² (0,4 mi²) (0.25%) es agua.

### Condados adyacentes
- Condado de Rockingham (oeste)
- Condado de Page (noroeste)
- Condado de Madison (noreste)
- Condado de Orange (sureste)
- Condado de Albemarle (sur)

## Demografía
Según la Oficina del Censo en 2000, los ingresos medios por hogar en el condado eran de $45,931, y los ingresos medios por familia eran $48,548. Los hombres tenían unos ingresos medios de $32,020 frente a los $26,864 para las mujeres. La renta per cápita para el condado era de $19,478. Alrededor del 6.60% de la población estaban por debajo del umbral de pobreza.

## Localidades
- Stanardsville
- Ruckersville
- Geer